# Tonite Let’s All Make Love in London
A Tonite Let’s All Make Love in London a „swinging Londonról” szóló dokumentumfilm, amit Peter Lorrimer Whitehead rendezett. Látható benne a Pink Floyd koncertje és interjúk olyan hírességekkel, mint John Lennon, Mick Jagger, Vanessa Redgrave, Lee Marvin, Julie Christie, Allen Ginsberg, Eric Burdon és Michael Caine.

## Az album dalai és az interjúk
Az albumot legtöbben azért ismerik, mert két addig kiadatlan Pink Floyd-dal is hallható rajta.
1. "Interstellar Overdrive" (Syd Barrett – Roger Waters – Richard Wright – Nick Mason) – 16:46
  - Előadja: Pink Floyd

A felvétel első próbálkozásra sikerült, a The Piper at the Gates of Dawn változata később készült.
2. Interview: Michael Caine
3. "Changing of the Guard" (Mike Leander – Mills) – 2:50
  - Előadja: The Marquis of Kensington
4. "Night Time Girl" (Donald Ross Skinner – Andrew Rose) – 2:50
  - Előadja: Twice as Much
5. Interview: Dolly Bird
6. "Out of Time" (Mick Jagger – Keith Richards) – 3:13
  - Előadja: Chris Farlowe
7. Interview: Edna O’Brien
8. "Interstellar Overdrive" (Reprise) (Syd Barrett – Roger Waters – Richard Wright – David Gilmour) – 0:30
  - Előadja: Pink Floyd
9. Interview: Andrew Loog Oldham
10. "Winter is Blue" (Vashti Bunyan – Donald Ross Skinner) – 1:27
  - Előadja: Vashti
11. Interview: Andrew Loog Oldham
12. "Winter is Blue" (Reprise) (Vashti Bunyan – Donald Ross Skinner) – 1:32
  - Előadja: Vashti
13. Interview: Mick Jagger
14. Interview: Julie Christie
15. Interview: Michael Caine
16. "Paint It Black" (Mick Jagger – Keith Richards) – 2:52
  - Előadja: Chris Farlowe
17. Interview: Alan Aldridge
18. "Paint It Black" (Reprise) (Mick Jagger – Keith Richards) – 0:24
  - Előadja: Chris Farlowe
19. Interview: David Hockney
20. "Here Come the Nice" (Steve Marriott – Ronnie Lane) – 3:02
  - Előadja: Small Faces
21. Interview: Lee Marvin
22. "Interstellar Overdrive" (Reprise 2) (Syd Barrett – Roger Waters – Richard Wright – David Gilmour) – 0:58
  - Előadja: Pink Floyd
23. "Nick's Boogie" (Pink Floyd) – 11:50
  - Előadja: Pink Floyd

Az extra stúdióidőben vették fel, amit azért kaptak, mert az "Interstellar Ovedrive" első nekifutásra sikerült.
24. "Tonite Let’s All Make Love in London" (Allen Ginsberg) – 1:08
  - Allen Ginsberg saját versét olvassa fel.